# Ofiary przypadku
Ofiary przypadku (ang. All that remains) – powieść kryminalna napisana przez Patricię Cornwell, trzecia powieść w cyklu, którego główną bohaterką jest Kay Scarpetta.

## Fabuła
W Richmond działa seryjny morderca, zabijający młode, atrakcyjne pary, których ciała, bez butów i skarpetek, znajdowane są później w lasach i parkach. Po miesiącach śledztwa można było ustalić tylko tyle, iż w każdym przypadku trudno określić dokładną przyczynę zgonu. Policja nie jest w stanie sporządzić wiarygodnego portretu psychologicznego sprawcy. Kay Scarpetta jest sfrustrowana, gdyż jej umiejętności nie przydają się podczas śledztwa. Kay werbuje do pomocy dziennikarza, zajmującego się sprawami kryminalnymi oraz profilera z FBI.

## Bohaterowie
- Kay Scarpetta – lekarz sądowy
- Benton Wesley – psycholog z FBI, tworzący portrety psychologiczne sprawców
- Pete Marino – detektyw z Wydziału Policji w Richmond
- Abby Turnbull – dziennikarz gazety Washington Post

## Główne wątki
- Pogoń za mordercą
- Cierpienie